# Yukio Iketani
Yukio Iketani (池谷 幸雄 Iketani Yukio?) (Japón, 26 de septiembre de 1970) es un gimnasta artístico retirado japonés, subcampeón olímpico en 1992 en el ejercicio de suelo.

## 1988
En los JJ. OO. de Seúl gana la medalla de bronce en la prueba de suelo —quedando tras los soviéticos Serguéi Jarkov y Vladimir Artemov y empatado a puntos con el chino Lou Yun— y también la medalla de bronce en el concurso por equipos —Japón queda tras la Unión Soviética (oro) y la República Democrática Alemana (bronce)—; sus cinco compañeros en el equipo japonés eran: Hiroyuki Konishi, Koichi Mizushima, Daisuke Nishikawa, Toshiharu Sato y Takahiro Yameda.

## 1989
En el Mundial celebrado en Stuttgart gana el bronce en la prueba de barra fija o barra horizontal, por detrás del chino  Li Chunyang y de nuevo el soviético Vladimir Artemov (plata).

## 1992
En los JJ. OO. de Barcelona consigue la plata en suelo —tras el chino Li Xiaoshuang y empatado a puntos con el gimnasta del Equipo Unificado Grigory Misutin—, y además el bronce en el concurso por equipos —por detrás del Equipo Unificado (oro) y China (plata)—; sus colegas en el equipo fueron: Yutaka Aihara, Takashi Chinen, Yoshiaki Hatakeda, Masayuki Matsunaga y Daisuke Nishikawa.

## Otras apariciones
El 31 de diciembre de 2007, Yukio hizo una aparición en la empresa de lucha libre profesional HUSTLE bajo el nombre artístico de Ginga Iketani, haciendo equipo con The Great Sasuke. Iketani realizó un par de apariciones más para HUSTLE en 2008.
Yukio representó al Partido Democrático como un candidato proporcional en la elección de la Cámara de Consejeros de Japón de 2010, pero perdió.